# Милош Никић
Милош Никић (Цетиње, 31. март 1986) је српски одбојкаш и репрезентативац Србије, игра на позицији примача.
Тренутно игра у Серији А, у клубу ДХЛ Модена Волеј. Позив у репрезентацију добио је 2006. године.
На Европском првенству у Аустрији и Чешкој 2011. године освојио је златну медаљу.

## Највећи успеси

### Модена Волеј
- Првенство Италије (1) : 2015/16.
- Куп Италије (1) : 2015/16.
- Суперкуп Италије (1) : 2015.

### Ал Рајан
- Куп Катара (1) : 2017.

### Војводина
- Првенство Србије (1) : 2019/20.
- Куп Србије (1) : 2019/20.

### Репрезентација Србије
- Светско првенство :  2010.
- Европско првенство :  2011,  2007, 2013.
- Светска лига :  2016,  2008, 2009,  2010.
- Олимпијске игре : 5. место 2008.